# Olga García
Olga García Pérez (Dosrius, 1992. június 1. –) spanyol válogatott labdarúgó, a Logroño játékosa.

## Pályafutása
Gyermekkorában Olga a La Penya Blac i Brava La Roca és az FC Mataró csapatában játszott. 2004-ben került a Barcelona ifjúsági csapatához. Az első csapatban a  2010–2011-es szezonban mutatkozhatott be és imponáló 25 góllal a klub legeredményesebb játékosa lett, ráadásul a Copa de la Reina döntőjében az ő góljával nyerte meg klubja történetének második kupáját.
Következő szezonjában 23 góljával ugyan Sonia Bermúdez mögött végzett a házi góllövőlistán, de ezzel saját és csapata első bajnoki címét abszolválta. A 2012–2013-as szezonban a Barcelona dominált hazájában és bajnoki- valamint kupagyőzelmet is begyűjtötte, amiből Olga 13 góllal vette ki a részét.
A szezon végén 2013 júniusában kétéves szerződést írt alá a Levantéhez.
Szerződése lejárta után visszatért a Barcelonába 2015 júliusában és az újabb itt töltött három éve alatt két kupagyőzelemmel (2017, 2018) gazdagította trófeáit.
2018-ban az Atlético Madrid együtteséhez igazolt. 28 mérkőzésen 12 gólt szerezve járult hozzá csapata bajnoki címéhez.

## Sikerei
3-szoros spanyol bajnok:
- FC Barcelona (2): 2011–12, 2012–13
- Atlético Madrid (1): 2018–19

4-szeres spanyol kupagyőztes:
- FC Barcelona (4): 2011, 2013, 2017, 2018

5-szörös Copa Catalunya győztes:
- FC Barcelona (4): 2011, 2012, 2016, 2017
- RCD Espanyol (1): 2015

Spanyolország
- Algarve-kupa győztes: 2017
- Ciprus-kupa győztes: 2018